# Золотой глобус (премия, 1997)
54-я церемония вручения наград премии «Золотой глобус»

19 января 1997 года
Лучший фильм (драма): 

«Английский пациент»
Лучший фильм (комедия или мюзикл): 

«Эвита»
Лучший драматический сериал: 

«Секретные материалы»
Лучший сериал (комедия или мюзикл): 

«Третья планета от Солнца»
Лучший мини-сериал или фильм на ТВ: 

«Распутин»
< 53-я Церемонии вручения 55-я >
54-я церемония вручения наград премии «Золотой глобус» за заслуги в области кинематографа и телевидения за 1996 год состоялась 19 января 1997 года в Beverly Hilton Hotel (Лос-Анджелес, Калифорния, США). Номинанты были объявлены 19 декабря 1996.

## Список лауреатов и номинантов
• Победители выделены отдельным цветом. 

### Игровое кино
Количество наград/номинаций:
- 2/7: «Английский пациент»
- 3/5: «Эвита»
- 2/5: «Народ против Ларри Флинта»
- 1/5: «Блеск»
- 1/4: «У зеркала два лица»
- 0/4: «Фарго»
- 1/3: «Тайны и ложь» / «Джерри Магуайер»
- 0/2: «Рассекая волны» / «Клетка для пташек» / «Майкл Коллинз» / «Суровое испытание»
- 1/1: «Первобытный страх» / «Коля»

| Категории                             | Лауреаты и номинанты | Лауреаты и номинанты                                                      |
| ------------------------------------- | --- | ------------------------------------------------------------------------- |
| Лучший фильм (драма)                  | • Английский пациент / The English Patient (Саул Зейнц)                                                                              | • Английский пациент / The English Patient (Саул Зейнц)                   |
| Лучший фильм (драма)                  | • Рассекая волны / Breaking the Waves (Петер Ольбек Йенсен)                                                                          |                                                                           |
| Лучший фильм (драма)                  | • Народ против Ларри Флинта / The People vs. Larry Flynt (Майкл Хаусман)                                                             |                                                                           |
| Лучший фильм (драма)                  | • Тайны и ложь / Secrets & Lies (Саймон Ченнинг-Уильямс)                                                                             |                                                                           |
| Лучший фильм (драма)                  | • Блеск / Shine (Джейн Скотт) |                                                                           |
| Лучший фильм (комедия или мюзикл)     | • Эвита / Evita | • Эвита / Evita                                                           |
| Лучший фильм (комедия или мюзикл)     | • Джерри Магуайер / Jerry Maguire |                                                                           |
| Лучший фильм (комедия или мюзикл)     | • Фарго / Fargo |                                                                           |
| Лучший фильм (комедия или мюзикл)     | • Все говорят, что я люблю тебя / Everyone Says I Love You                                                                           |                                                                           |
| Лучший фильм (комедия или мюзикл)     | • Клетка для пташек / The Birdcage                                                                                                   |                                                                           |
| Лучший режиссёр                       | | • Милош Форман за фильм «Народ против Ларри Флинта»                       |
| Лучший режиссёр                       | • Джоэл Коэн — «Фарго» |                                                                           |
| Лучший режиссёр                       | • Скотт Хикс — «Блеск» |                                                                           |
| Лучший режиссёр                       | • Энтони Мингелла — «Английский пациент»                                                                                             |                                                                           |
| Лучший режиссёр                       | • Алан Паркер — «Эвита» |                                                                           |
| Лучший актёр в драматическом фильме   | | • Джеффри Раш — «Блеск» (за роль Дэвида Хельфготта)                       |
| Лучший актёр в драматическом фильме   | • Рэйф Файнс — «Английский пациент» (за роль графа Ласло де Альмаши)                                                                 |                                                                           |
| Лучший актёр в драматическом фильме   | • Мел Гибсон — «Выкуп» (за роль Тома Маллена)                                                                                        |                                                                           |
| Лучший актёр в драматическом фильме   | • Вуди Харрельсон — «Народ против Ларри Флинта» (за роль Ларри Флинта)                                                               |                                                                           |
| Лучший актёр в драматическом фильме   | • Лиам Нисон — «Майкл Коллинз» (за роль Майкла Коллинза)                                                                             |                                                                           |
| Лучшая актриса в драматическом фильме | | • Бренда Блетин — «Тайны и ложь» (за роль Синтии Роуз Пёрли)              |
| Лучшая актриса в драматическом фильме | • Кортни Лав — «Народ против Ларри Флинта» (за роль Алтеи Лейзер-Флинт)                                                              |                                                                           |
| Лучшая актриса в драматическом фильме | • Мерил Стрип — «Комната Марвина» (за роль Ли)                                                                                       |                                                                           |
| Лучшая актриса в драматическом фильме | • Кристин Скотт Томас — «Английский пациент» (за роль Кэтрин Клифтон)                                                                |                                                                           |
| Лучшая актриса в драматическом фильме | • Эмили Уотсон — «Рассекая волны» (за роль Бесс МакНилл)                                                                             |                                                                           |
| Лучший актёр в комедии или мюзикле    | | • Том Круз — «Джерри Магуайер» (за роль Джерри Магуайера)                 |
| Лучший актёр в комедии или мюзикле    | • Антонио Бандерас — «Эвита» (за роль Че)                                                                                            |                                                                           |
| Лучший актёр в комедии или мюзикле    | • Кевин Костнер — «Жестяной кубок» (за роль Роя МакАвоя)                                                                             |                                                                           |
| Лучший актёр в комедии или мюзикле    | • Натан Лейн — «Клетка для пташек» (за роль Альберта Гольдмана)                                                                      |                                                                           |
| Лучший актёр в комедии или мюзикле    | • Эдди Мёрфи — «Чокнутый профессор» (за роли Шермана Клампа / Бадди Лава)                                                            |                                                                           |
| Лучшая актриса в комедии или мюзикле  | Мадонна | • Мадонна — «Эвита» (за роль Эвы Перон)                                   |
| Лучшая актриса в комедии или мюзикле  | Мадонна | • Гленн Клоуз — «101 далматинец» (за роль Круэллы Де Виль)                |
| Лучшая актриса в комедии или мюзикле  | Мадонна | • Фрэнсис Макдорманд — «Фарго» (за роль Мардж Гандерсон)                  |
| Лучшая актриса в комедии или мюзикле  | Мадонна | • Дебби Рейнольдс — «Мать» (за роль Беатрис Хендерсон)                    |
| Лучшая актриса в комедии или мюзикле  | Мадонна | • Барбра Стрейзанд — «У зеркала два лица» (за роль Роуз Морган)           |
| Лучший актёр второго плана            | | • Эдвард Нортон — «Первобытный страх» (за роль Аарона Стэмплера)          |
| Лучший актёр второго плана            | • Кьюба Гудинг мл. — «Джерри Магуайер» (за роль Рода Тидуэлла)                                                                       |                                                                           |
| Лучший актёр второго плана            | • Сэмюэл Л. Джексон — «Время убивать» (за роль Карла Ли Хейли)                                                                       |                                                                           |
| Лучший актёр второго плана            | • Пол Скофилд — «Суровое испытание» (за роль судьи Томаса Дэнфорта)                                                                  |                                                                           |
| Лучший актёр второго плана            | • Джеймс Вудс — «Призраки Миссисипи» (за роль Байрона де ла Беквита)                                                                 |                                                                           |
| Лучшая актриса второго плана          | | • Лорен Бэколл — «У зеркала два лица» (за роль Ханны Морган)              |
| Лучшая актриса второго плана          | • Джоан Аллен — «Суровое испытание» (за роль Элизабет Проктор)                                                                       |                                                                           |
| Лучшая актриса второго плана          | • Жюльет Бинош — «Английский пациент» (за роль Ханы)                                                                                 |                                                                           |
| Лучшая актриса второго плана          | • Барбара Херши — «Портрет леди» (за роль мадам Серены Мерл)                                                                         |                                                                           |
| Лучшая актриса второго плана          | • Мэрианн Жан-Баптист — «Тайны и ложь» (за роль Гортензии Камбербэтч)                                                                |                                                                           |
| Лучшая актриса второго плана          | • Мэрион Росс — «Вечерняя звезда» (за роль Рози Данлоп)                                                                              |                                                                           |
| Лучший сценарий                       | • Скотт Александер и Ларри Карезюски — «Народ против Ларри Флинта»                                                                   | • Скотт Александер и Ларри Карезюски — «Народ против Ларри Флинта»        |
| Лучший сценарий                       | • Итан Коэн и Джоэл Коэн — «Фарго»                                                                                                   |                                                                           |
| Лучший сценарий                       | • Энтони Мингелла — «Английский пациент»                                                                                             |                                                                           |
| Лучший сценарий                       | • Ян Сарди — «Блеск» |                                                                           |
| Лучший сценарий                       | • Джон Сэйлз — «Звезда шерифа» |                                                                           |
| Лучшая музыка к фильму                | • Габриэль Яред за музыку к фильму «Английский пациент»                                                                              | • Габриэль Яред за музыку к фильму «Английский пациент»                   |
| Лучшая музыка к фильму                | • Эллиот Голденталь — «Майкл Коллинз»                                                                                                |                                                                           |
| Лучшая музыка к фильму                | • Марвин Хэмлиш — «У зеркала два лица»                                                                                               |                                                                           |
| Лучшая музыка к фильму                | • Дэвид Хиршфелдер — «Блеск» |                                                                           |
| Лучшая музыка к фильму                | • Алан Менкен — «Горбун из Нотр-Дама» (м/ф)                                                                                          |                                                                           |
| Лучшая песня                          | • You Must Love Me — «Эвита» — музыка: Эндрю Ллойд Уэббер слова: Тим Райс                                                            | • You Must Love Me — «Эвита» — музыка: Эндрю Ллойд Уэббер слова: Тим Райс |
| Лучшая песня                          | • Because You Loved Me — «Близко к сердцу» — музыка и слова: Дайан Уоррен                                                            |                                                                           |
| Лучшая песня                          | • For the First Time — «Один прекрасный день» — музыка и слова: Джад Фридман, Джеймс Ньютон Ховард и Аллан Дэннис Рич                |                                                                           |
| Лучшая песня                          | • I Finally Found Someone — «У зеркала два лица» — музыка и слова: Брайан Адамс, Марвин Хэмлиш , Роберт Джон Ланг и Барбра Стрейзанд |                                                                           |
| Лучшая песня                          | • That Thing You Do! — «То, что ты делаешь» — музыка и слова: Адам Шлезингер                                                         |                                                                           |
| Лучший фильм на иностранном языке     | • Коля / Kolja (Чехия) | • Коля / Kolja (Чехия)                                                    |
| Лучший фильм на иностранном языке     | • День восьмой / Le Huitième Jour (Бельгия)                                                                                          |                                                                           |
| Лучший фильм на иностранном языке     | • Обратная сторона Луны / Luna e l’altra (Италия)                                                                                    |                                                                           |
| Лучший фильм на иностранном языке     | • Кавказский пленник (Россия) |                                                                           |
| Лучший фильм на иностранном языке     | • Насмешка / Ridicule (Франция) |                                                                           |

### Телевизионные награды
| Категории                                                               | Лауреаты и номинанты                                                        | Лауреаты и номинанты                                               |
| ----------------------------------------------------------------------- | --------------------------------------------------------------------------- | ------------------------------------------------------------------ |
| Лучший телевизионный сериал (драма)                                     | • Секретные материалы / The X-Files                                         | • Секретные материалы / The X-Files                                |
| Лучший телевизионный сериал (драма)                                     | • Надежда Чикаго / Chicago Hope                                             |                                                                    |
| Лучший телевизионный сериал (драма)                                     | • Скорая помощь / ER                                                        |                                                                    |
| Лучший телевизионный сериал (драма)                                     | • Полиция Нью-Йорка / NYPD Blue                                             |                                                                    |
| Лучший телевизионный сериал (драма)                                     | • Нас пятеро / Party of Five                                                |                                                                    |
| Лучший телевизионный сериал (комедия или мюзикл)                        | • Третья планета от Солнца / 3rd Rock from the Sun                          | • Третья планета от Солнца / 3rd Rock from the Sun                 |
| Лучший телевизионный сериал (комедия или мюзикл)                        | • Фрейзер / Frasier                                                         |                                                                    |
| Лучший телевизионный сериал (комедия или мюзикл)                        | • Друзья / Friends                                                          |                                                                    |
| Лучший телевизионный сериал (комедия или мюзикл)                        | • Шоу Ларри Сандерса / The Larry Sanders Show                               |                                                                    |
| Лучший телевизионный сериал (комедия или мюзикл)                        | • Без ума от тебя / Mad About You                                           |                                                                    |
| Лучший телевизионный сериал (комедия или мюзикл)                        | • Сайнфелд / Seinfeld                                                       |                                                                    |
| Лучший мини-сериал или телефильм                                        | • Распутин / Rasputin                                                       | • Распутин / Rasputin                                              |
| Лучший мини-сериал или телефильм                                        | • Преступление века / Crime of the Century                                  |                                                                    |
| Лучший мини-сериал или телефильм                                        | • Готти / Gotti                                                             |                                                                    |
| Лучший мини-сериал или телефильм                                        | • Скрыто в Америке / Hidden in America                                      |                                                                    |
| Лучший мини-сериал или телефильм                                        | • Если бы стены могли говорить / If These Walls Could Talk                  |                                                                    |
| Лучший мини-сериал или телефильм                                        | • Теряя Чейз / Losing Chase                                                 |                                                                    |
| Лучший актёр в драматическом телесериале                                |                                                                             | • Дэвид Духовны — «Секретные материалы» (за роль Фокса Малдера)    |
| Лучший актёр в драматическом телесериале                                | • Джордж Клуни — «Скорая помощь» (за роль доктора Дага Росса)               |                                                                    |
| Лучший актёр в драматическом телесериале                                | • Энтони Эдвардс — «Скорая помощь» (за роль доктора Марка Грина)            |                                                                    |
| Лучший актёр в драматическом телесериале                                | • Лэнс Хенриксен — «Тысячелетие» (за роль Фрэнка Блэка)                     |                                                                    |
| Лучший актёр в драматическом телесериале                                | • Джимми Смитс — «Полиция Нью-Йорка» (за роль детектива Бобби Симоне)       |                                                                    |
| Лучшая актриса в драматическом телесериале                              |                                                                             | • Джиллиан Андерсон — «Секретные материалы» (за роль Даны Скалли)  |
| Лучшая актриса в драматическом телесериале                              | • Кристин Лахти — «Надежда Чикаго» (за роль доктора Кэтрин Остин)           |                                                                    |
| Лучшая актриса в драматическом телесериале                              | • Хизер Локлир — «Мелроуз Плейс» (за роль Аманды Вудворд)                   |                                                                    |
| Лучшая актриса в драматическом телесериале                              | • Джейн Сеймур — «Доктор Куин, женщина-врач» (за роль доктора Микаэлы Куин) |                                                                    |
| Лучшая актриса в драматическом телесериале                              | • Шерри Стрингфилд — «Скорая помощь» (за роль доктора Сьюзан Льюис)         |                                                                    |
| Лучший актёр в телесериале (комедия или мюзикл)                         |                                                                             | • Джон Литгоу — «Третья планета от Солнца» (за роль Дика Соломона) |
| Лучший актёр в телесериале (комедия или мюзикл)                         | • Тим Аллен — «Большой ремонт» (за роль Тима Тейлора)                       |                                                                    |
| Лучший актёр в телесериале (комедия или мюзикл)                         | • Майкл Дж. Фокс — «Спин-Сити» (за роль Майла Флаэрти)                      |                                                                    |
| Лучший актёр в телесериале (комедия или мюзикл)                         | • Келси Греммер — «Фрейзер» (за роль доктора Фрейзера Крэйна)               |                                                                    |
| Лучший актёр в телесериале (комедия или мюзикл)                         | • Пол Райзер — «Без ума от тебя» (за роль Пола Бакмана)                     |                                                                    |
| Лучшая актриса в телесериале (комедия или мюзикл)                       |                                                                             | • Хелен Хант — «Без ума от тебя» (за роль Джейми Стемпл Бакман)    |
| Лучшая актриса в телесериале (комедия или мюзикл)                       | • Бретт Батлер — «Грейс в огне» (за роль Грейс Келли)                       |                                                                    |
| Лучшая актриса в телесериале (комедия или мюзикл)                       | • Фрэн Дрешер — «Няня» (за роль Фрэн Файн)                                  |                                                                    |
| Лучшая актриса в телесериале (комедия или мюзикл)                       | • Сибилл Шеперд — «Сибилл» (за роль Сибилл Шеридан)                         |                                                                    |
| Лучшая актриса в телесериале (комедия или мюзикл)                       | • Брук Шилдс — «Непредсказуемая Сьюзан» (за роль Сьюзан Кини)               |                                                                    |
| Лучшая актриса в телесериале (комедия или мюзикл)                       | • Трейси Ульман — «Трейси принимает вызов» (англ.)                          |                                                                    |
| Лучший актёр в мини-сериале или телефильме                              |                                                                             | • Алан Рикман — «Распутин» (за роль Григория Распутина)            |
| Лучший актёр в мини-сериале или телефильме                              | • Арманд Ассанте — «Готти» (за роль Джона Готти)                            |                                                                    |
| Лучший актёр в мини-сериале или телефильме                              | • Бо Бриджес — «Теряя Чейз» (за роль мистера Ричарда Филлипса)              |                                                                    |
| Лучший актёр в мини-сериале или телефильме                              | • Стивен Ри — «Преступление века» (за роль Бруно Рихарда Гауптмана)         |                                                                    |
| Лучший актёр в мини-сериале или телефильме                              | • Джеймс Вудс — «Дело Бена Тайлера» (за роль Темпла Рэйберна)               |                                                                    |
| Лучшая актриса в мини-сериале или телефильме                            |                                                                             | • Хелен Миррен — «Теряя Чейз» (за роль Чейз Филлипс)               |
| Лучшая актриса в мини-сериале или телефильме                            | • Эшли Джадд — «Норма Джин и Мэрилин» (за роль Нормы Джин Доэрти)           |                                                                    |
| Лучшая актриса в мини-сериале или телефильме                            | • Деми Мур — «Если бы стены могли говорить» (за роль Клэр Доннелли)         |                                                                    |
| Лучшая актриса в мини-сериале или телефильме                            | • Изабелла Росселлини — «Преступление века» (за роль Анны Гауптман)         |                                                                    |
| Лучшая актриса в мини-сериале или телефильме                            | • Мира Сорвино — «Норма Джин и Мэрилин» (за роль Мэрилин Монро)             |                                                                    |
| Лучший актёр второго плана в телесериале, мини-сериале или телефильме   |                                                                             | • Иэн Маккеллен — «Распутин» (за роль Николая II)                  |
| Лучший актёр второго плана в телесериале, мини-сериале или телефильме   | • Дэвид Хайд Пирс — «Фрейзер» (за роль доктора Нильса Крэйна)               |                                                                    |
| Лучший актёр второго плана в телесериале, мини-сериале или телефильме   | • Дэвид Пеймер — «Преступление века» (за роль Дэвида Виленца)               |                                                                    |
| Лучший актёр второго плана в телесериале, мини-сериале или телефильме   | • Энтони Куинн — «Готти» (за роль Аньелло «Нила» Деллакроче)                |                                                                    |
| Лучший актёр второго плана в телесериале, мини-сериале или телефильме   | • Ноа Уайли — «Скорая помощь» (за роль доктора Джона Картера)               |                                                                    |
| Лучшая актриса второго плана в телесериале, мини-сериале или телефильме |                                                                             | • Кэти Бэйтс — «Полночная смена» (за роль Хелен Кушник)            |
| Лучшая актриса второго плана в телесериале, мини-сериале или телефильме | • Кристин Барански — «Сибилл» (за роль Мэриэнн Торп)                        |                                                                    |
| Лучшая актриса второго плана в телесериале, мини-сериале или телефильме | • Шер — «Если бы стены могли говорить» (за роль доктора Бэт Томпсон)        |                                                                    |
| Лучшая актриса второго плана в телесериале, мини-сериале или телефильме | • Кристен Джонстон — «Третья планета от Солнца» (за роль Салли Соломон)     |                                                                    |
| Лучшая актриса второго плана в телесериале, мини-сериале или телефильме | • Грета Скакки — «Распутин» (за роль императрицы Александры)                |                                                                    |

### Специальные награды
| Награда                                                     | Лауреаты       | Лауреаты                                                                  |
| ----------------------------------------------------------- | -------------- | ------------------------------------------------------------------------- |
| Премия Сесиля Б. Де Милля (Награда за вклад в кинематограф) | Дастин Хоффман | • Дастин Хоффман                                                          |
| Мисс «Золотой глобус» 1997 (Символический титул)            |                | • Кели Слоан (англ. Kehly Sloane) (дочь актрисы Линды Грэй и Эда Трэшера) |